# Tisočletna vrtnica
Tisočletna vrtnica (nemško Tausendjähriger Rosenstock, dobesedno 'tisočletni rožni grm') je znana tudi kot Hildesheimska vrtnica. Raste na steni Hildesheimske stolnice, katoliške stolnice v Hildesheimu v Nemčiji, ki je posvečena Marijinemu vnebovzetju. Stolnica in sosednja  cerkev svetega Mihaela sta od leta 1985 na Unescovem seznamu svetovne dediščine. 
Vrtnica, ki se vzpenja na steno apside naj bi bila najstarejša živa vrtnica na svetu . Rosa canina, splošno znana kot navadni šipek, raste proti vzhodni apsidi stolnice, ini je visoka približno 21 metrov ter široka 9 metrov. Rožni grm doseže višino okoli 10 metrov, dokumentacija pa potrjuje njegovo starost približno 700 let. V zgodbi o ustanovitvi škofije kralja Ludvika Pobožnega v Hildesheimu leta 815 se pojavijo rahle spremembe, toda grm je skupna tema v vseh različicah. Stolnico so leta 1945 med drugo svetovno vojno uničili zavezniški bombniki, vendar so korenine grma preživele in ponovno razcvetele med ruševinami. Po legendi naj bi, medtem ko rožni grm cveti, uspeval tudi Hildesheim.
Pesem o vrtnici je bila objavljena leta 1896. V začetku 20. stoletja, po obisku stolnice in ogledu vrtnice, je avtorico Mabel Wagnalls navdihnilo, da napiše knjigo, ki je bila podlaga za nemi film.

## Vrtnica
Vrtnica v Hildesheimu je Rosa canina, imenovana tudi navadni šipek. Po legendi izvira iz časa ustanovitve Hildesheimske škofije, okoli leta 815. Stavbe so bile zgrajene okoli območja, na katerem je rasla vrtnica. 
Šipki, Caninae iz rodu Rosa, imajo okoli 20-30 vrst in podvrst, ki se pojavljajo v različnih oblikah in se pojavljajo predvsem v severni in srednji Evropi. Vrtnica, ki raste ob stolnici svete Marije, spada med Rosa canina in kaže posebnosti canine, ki je listopadni grm, ki se običajno dviga od enega do treh metrov; včasih pa se lahko vzpne tudi višje, če ima podporo. Stebla so prekrita z majhnimi, ostrimi trni, ki mu pomagajo pri plezanju. Listi imajo od pet do sedem listkov. Cvetovi so po navadi bledo rožnati, dišeči, s premerom štiri do šest centimetrov s petimi cvetnimi listi in se razvijejo v ovalne 1,5–2 centimetra rdeče-oranžne plodove. Plod je znan po visoki vsebnosti vitamina C in se uporablja za pripravo čaja in marmelade. Rožnati plodovi se uporabljajo v tradicionalni ljudski medicini kot zdravilo za bolezni, povezane z vnetji.
V tradicionalni avstrijski narodni medicini so bili šipki uporabljeni za pripravo čaja za zdravljenje virusnih okužb in motenj ledvic in urinarnega trakta. Šipek je privlačen tudi za divje živali, različne žuželke in služi kot zatočišče za gnezdenje ptic. Ptice jedo plodove pozimi.
Cvetovi vrtnice običajno preživijo približno štirinajst dni in se pojavijo proti koncu maja, vendar se lahko glede na vremenske razmere nekoliko razlikujejo. Cvetovi so blede, zelo svetlo rožnate barve z rahlo belo barvo v sredini in so srednje velikosti. Cvetovi imajo precej nežen vonj. Pet cvetnih listov je šibko valovito. Listi so sijoče temno zelene barve na zgornji strani in brez dlake na spodnji strani. Rdeči plodovi so ovalni in precej podolgovati ter svetle srednje rdečkaste barve. Trnje je srednje gostote in velikosti.
Leta 1945, med drugo svetovno vojno so zavezniške bombe opustošile stolnico, toda rožni grm je preživel; deli rastline nad tlemi so bili poškodovani, korenine pa so ostale pod ruševinami, odporne so se obudila.
Vse vrtnice niso tako dolgožive; najstarejši rožni grmi so večinoma kategorizirani kot divje vrtnice. Vrtne vrtnice in druge sorte vrtnic imajo krajšo življenjsko dobo. Čajevke imajo najkrajšo življenjsko dobo: morda ne bo preživela več kot trideset do petdeset let.
- Rosa canina je vrsta Hildesheimke vrtnice

## Zgodovina nastavkov
Ko je frankovsko kraljestvo osvojilo vojvodino Saško, je cesar Karel Veliki leta 800 ustanovil misijonsko škofijo na svojem vzhodnopfalškem dvoru v Elze (Aula Caesaris), mestu v okrožju Hildesheim, na Spodnjem Saškem, približno 19 km zahodno od Hildesheima. Posvetil je misijonsko škofijo svetnikoma Petru in Pavlu; postala je izvor Hildesheimske škofije. Njegov sin, kralj Ludvik Pobožni, je premestil škofijo v Hildesheim leta 815, posvečeno Marijinemu vnebovzetju, ki se praznuje 15. avgusta.
Tako je Hildesheim, eno najstarejših mest v severni Nemčiji, leta 815 postal sedež Hildesheimove škofije. Naselje s katedralo se je hitro razvilo v mesto, ki mu je kralj Otto III leta 983 dal tržne pravice. 
Približno petdeset let po ustanovitvi škofije je bila pripravljena prva velika stolnica. V tem času je benediktinski menih sveti Altfrid ali Altfrid Hildesheimski, ki je postal škof v Hildesheimu in ustanovil Essensko opatijo, ki jo omenja Hildesheimska kronika, zgradil tudi samostan.

## Legende
Leta 1909 je Robert Schauffler v svoji knjigi Romantična Nemčija pripovedoval legendo o vrtnici. Leta 815 je cesar Ludvik Pobožni (778–840), sin Karla Velikega, lovil v Hercinskem gozdu. Medtem ko je lovil belega jelena, se je ločil od svojih lovcev in izgubil lov in konja. Z lovskim rogom jih je skušal priklicati, vendar se nihče ni odzval. Izgubljen in sam je preplaval reko Innerste, nato pa je ves dan hodil, dokler ni prišel do gomile, prekrite z divjo vrtnico, simbolom stare saksonske boginje Hulda. Cesar je imel relikviarij z relikvijami Device Marije, ob kateri je molil za rešitev, dokler ni zaspal.
Ko se je zbudil, je bil kup prekrit z bleščečim belim snegom, čeprav je bilo sredi poletja. Grm je bil v polnem razcvetu, trava je bila bujna in drevesa so bila prekrita z listi. Poiskal je svoj relikviarij in videl, da je med vejami grmičevja prekrit z ledom. Cesarjeva razlaga tega čudeža je bila, da mu je boginja poslala znak tako da je »stresala svojo posteljo«, da naj bi se v prihodnosti častila Devica. Hulda je upodobljena kot deklica v snežno belih oblekah  - ona je zaščitnica ženskih obrti, povezana pa je tudi z divjino in zimo - ko sneži, se pravi, da Hulda stresa vzglavnik iz perja.  Ko so njegovi privrženci končno našli cesarja, je obljubil, da bo zgradil stolnico v čast Devici, kjer je bil kup z vrtnico. Ohranil je vrtnico in zgradil stolnico tako, da je vrtnica zdaj rasla za oltarjem v apsidi. Po več kot tisoč letih še vedno cveti isti vrtni grm.
Po drugi različici legende je nemški cesar Ludvik Pobožni izgubil svoj relikviarij, medtem ko je lovil in obljubil, da bo postavil kapelo, kjerkoli bo odkrita. Relikviarij je bil najden na vejah divje vrtnice in cesar je zgradil svetišče poleg nje z oltarjem blizu mesta, kjer je rasla vrtnica. 
Druga neznatna sprememba legende je podana v publikaciji Fundatio Ecclesiae Hildensemens iz 11. stoletja. Cesar je vzel relikviarij, da bi ga uporabil, ko se je ustavil, da bi molil, med lovom. Predmet je obesil na drevo, medtem ko je molil, vendar ga ni vzel, ko se je lov nadaljeval. Kasneje kaplan ni mogel odstraniti relikviarija iz vej. Ker je bil cesar prepričan, da je to simbol Božje volje, je tam zgradil cerkev namesto prvotno načrtovane v Elzeju.

## V filmu in literaturi
Eden prvih tiskanih del Jessie Weston je bil dolg sentimentalen verz, imenovan Rožno drevo Hildesheima. Pripoved o »žrtvi in zanikanju« je nastala po zgodbi o vrtnici. Izdana leta 1896, je bila naslovni verz v zbirki njenih pesmi. 
Navdih za knjigo z naslovom Rožni grm tisočih let je prišel iz vrtnice iz Hildesheima. Napisala ga je Mabel Wagnalls in je izšla leta 1918; je zgodba o mladem dekletu, ki je svojega otroka zapustila v samostanu. Mama kasneje pridobi slavo, doživi "duhovno preobrazbo" in ponovno vzpostavi odnos z otrokom. Zgodba je bila osnova za nemi film Revelation iz leta 1924. V devetdesetminutnem filmu so nastopile Viola Dana, Monte Blue in Lew Cody. Napisal jo je in režiral George D. Baker.  

## Galerija
- Hildesheimska vrtnica
- Vrtnica avgusta 2009
- Stara razglednica z vrtnico, morda okoli 1905–9.
- Križni hodnik z Anino kapelo in vrtnico v ozadju, okoli 1845
- Slika vrtnice v nemški reviji Die Gartenlaube, 1883, p. 700